# Valérie Boagno
Valérie Boagno (* 2. April 1965 in Yverdon-les-Bains; † 5. Juli 2019) war eine Schweizer Medienmanagerin.

## Berufliche Tätigkeit
Valérie Boagno war von 2010 bis 2014 Generaldirektorin der Westschweizer Tageszeitung Le Temps, wo sie eine grössere Restrukturierung verantwortete.
Boagno war Präsidentin von Médias Suisses, dem Dachverband der französischsprachigen Printmedienverlage, sowie Mitglied des Verwaltungsrats der AG für Werbemedienforschung (Wemf). Ebenfalls war sie Verwaltungsratsmitglied der Schweizerischen Depeschenagentur (SDA). 2010 wurde Boagno von Schweizer Journalist zur Medienmanagerin des Jahres gewählt.

## Privatleben
Mit 50 Jahren erkrankte Valérie Boagno an Krebs, vier Jahre später verstarb sie an den Folgen der Krankheit.